# Giannis-Fivos Botos
Giannis-Fivos Botos (Atenas, 20 de diciembre de 2000) es un futbolista profesional griego que juega como centrocampista en el S. K. Slavia Praga de la Liga de Fútbol de la República Checa.

## Carrera

### AEK Atenas
El 27 de junio de 2018, Botos firmó un contrato profesional con el AEK Atenas.  El 19 de enero de 2020, hizo su debut en la Superliga en un partido con victoria en casa por 3-0 contra el AEL Limassol FC, entrando como suplente en la segunda mitad en sustitución del autor del segundo gol Nélson Oliveira en el minuto 68.
Botos es el primer futbolista en la historia del AEK Atenas, nacido después del año 2000, que ha marcado en un partido oficial, en la victoria por 4-0 como visitante sobre el Apollon Larissa, el 31 de octubre de 2018.

#### Go Ahead Eagles
El 30 de diciembre de 2020, Botos fichó cedido por el Go Ahead Eagles hasta el verano de 2022.  En mayo de 2021, el Go Ahead Eagles terminó segundo en la Eerste Divisie, logrando el ascenso a la Eredivisie tras cuatro temporadas en la segunda división.  El 28 de agosto, tuvo un partido impresionante, marcando un gol, para ayudar a su equipo a sellar la victoria por 2-0 sobre el Sparta de Róterdam  y fue elegido jugador del partido por su actuación.

### Slavia de Praga
El 3 de julio de 2024, Botos firmó un contrato profesional con el Slavia de Praga hasta el 30 de junio de 2028. 

#### Préstamo Karviná
El 19 de julio de 2024, Botos se incorporó a Karviná en un contrato de préstamo por un año.

## Estadísticas

### Clubes
Actualizado al último partido disputado el 15 de abril de 2025.
| Club                         | Temporada    | Liga                  | Liga | Liga  | Copas nacionales | Copas nacionales | Copas internacionales | Copas internacionales | Total | Total |
| Club                         | Temporada    | Division              | Apps | Goals | Apps             | Goals            | Apps                  | Goals                 | Apps  | Goals |
| ---------------------------- | ------------ | --------------------- | ---- | ----- | ---------------- | ---------------- | --------------------- | --------------------- | ----- | ----- |
| AEK Athens                   | 2018–19      | Superliga de Grecia   | 0    | 0     | 5                | 1                | 0                     | 0                     | 5     | 1     |
| AEK Athens                   | 2019–20      | Superliga de Grecia   | 2    | 0     | 0                | 0                | —                     | —                     | 2     | 0     |
| AEK Athens                   | 2020–21      | Superliga de Grecia   | 1    | 0     | 0                | 0                | 1                     | 0                     | 2     | 0     |
| AEK Athens                   | Total        | Total                 | 3    | 0     | 5                | 1                | 1                     | 0                     | 9     | 1     |
| Go Ahead Eagles              | 2020–21      | Eerste Divisie        | 21   | 4     | 1                | 0                | —                     | —                     | 22    | 4     |
| Go Ahead Eagles              | 2021–22      | Eredivisie            | 22   | 3     | 2                | 1                | —                     | —                     | 25    | 4     |
| Go Ahead Eagles              | Total        | Total                 | 43   | 7     | 3                | 1                | —                     | —                     | 47    | 8     |
| FC Sheriff Tiraspol (Cedido) | 2022–23      | Superliga de Moldavia | 7    | 1     | 1                | 2                | 3                     | 0                     | 11    | 3     |
| AEK Athens B F.C             | 2022–23      | Superliga de Grecia 2 | 9    | 1     | 0                | 0                | —                     | —                     | 9     | 1     |
| Helmond Sport                | 2023–24      | Eerste Divisie        | 38   | 9     | 1                | 0                | —                     | —                     | 39    | 9     |
| Karviná                      | 2024–25      | Liga de               | 18   | 0     | 1                | 0                | —                     | —                     | 19    | 0     |
| Career total                 | Career total | Career total          | 118  | 18    | 11               | 4                | 4                     | 0                     | 133   | 22    |

## Palmarés

### Títulos nacionales
| Título                               | Club               | País            | Año  |
| ------------------------------------ | ------------------ | --------------- | ---- |
| Liga de Fútbol de la República Checa | S. K. Slavia Praga | República Checa | 2025 |